# ستيفن لارسون
ستيفن لارسون (1 مايو 1981 - ) (بالإنجليزية: Steven Larsson)‏ هو لاعب كرة يد المملكة المتحدة. شارك في الألعاب الأولمبية الصيفية 2012.

## وصلات خارجية
- ستيفن لارسون على موقع أوليمبيديا (الإنجليزية)
- ستيفن لارسون على موقع اللجنة الأولمبية البريطانية (الإنجليزية)